# The Big Bang (album de Busta Rhymes)
Pour les articles homonymes, voir Big Bang (homonymie).
Albums de Busta Rhymes
It Ain't Safe No More
(2002) Dillagence
(2007)
Singles
1. Touch It
Sortie : 10 janvier 2006
2. I Love My Bitch
Sortie : 6 juin 2006
3. New York Shit
Sortie : 10 juillet 2006
4. In the Ghetto
Sortie : juillet 2006
5. Don't Get Carried Away
Sortie : 10 juillet 2006

The Big Bang est le septième album studio de Busta Rhymes, sorti en 2006.
C'est sa première sortie sur le label Aftermath de Dr. Dre. Les productions sont assurées par Dr. Dre, Swizz Beatz, Will.i.am, Denaun Porter, Erick Sermon, Sha Money XL, DJ Green Lantern, Timbaland, J Dilla et DJ Scratch. Côté invité, on retrouve Nas, Stevie Wonder, le défunt Rick James, Will.i.am, et beaucoup d'autres encore.
L'album a été certifié disque d'or par la RIAA le 30 août 2006.

## Liste des titres
| No  | Titre                                                                                   | Contient un (des) sample(s) de                                                                     | Durée |
| --- | --------------------------------------------------------------------------------------- | -------------------------------------------------------------------------------------------------- | ----- |
| 1.  | Get You Some (featuring Marsha Ambrosius et Q-Tip – Produit par Dr. Dre et Mark Batson) | | 3:45  |
| 2.  | Touch It (Produit par Swizz Beatz)                                                      | | 3:35  |
| 3.  | How We Do It Over Here (featuring Missy Elliott – Produit par Dr. Dre)                  | | 3:36  |
| 4.  | New York Shit (featuring Swizz Beatz – Produit par DJ Scratch)                          | Faded Lady de SSO                                                                                  | 3:01  |
| 5.  | Been Through the Storm (featuring Stevie Wonder – Produit par Sha Money XL et Dr. Dre)  | Everlasting Love de Felix Cavaliere                                                                | 4:06  |
| 6.  | In the Ghetto (featuring Rick James – Produit par DJ Green Lantern et Dr. Dre)          | Ghetto Life de Rick James                                                                          | 3:53  |
| 7.  | Cocaina (featuring Marsha Ambrosius – Produit par Dr. Dre et Mark Batson)               | | 3:32  |
| 8.  | You Can't Hold the Torch (featuring Q-Tip et Chauncey Black – Produit par J Dilla)      | Inside My Love de Minnie Riperton Bad Boy for Life de Puff Daddy featuring Black Rob et Mark Curry | 3:39  |
| 9.  | Goldmine (featuring Raekwon – Produit par Erick Sermon et Dr. Dre)                      | | 3:45  |
| 10. | I Love My Bitch (featuring will.i.am et Kelis – Produit par will.i.am)                  | | 3:47  |
| 11. | Don't Get Carried Away (featuring Nas – Produit par Dr. Dre)                            | Come Clean de Jeru the Damaja                                                                      | 3:30  |
| 12. | They're Out to Get Me (featuring Mr. Porter – Produit par Mr. Porter)                   | | 5:02  |
| 13. | Get Down (Produit par Timbaland)                                                        | | 3:40  |
| 14. | I'll Do It All (featuring LaToiya Williams – Produit par Jelly Roll)                    | | 5:04  |
| 15. | Legend of the Fall Off's (Produit par Dr. Dre)                                          | Do You Ever de Return to Forever                                                                   | 4:40  |

## Clips
- Touch It (Remix) (featuring Mary J. Blige, Rah Digga, Missy Elliott, Swizz Beatz, Eve, Lloyd Banks, Drag-On, Papoose, Styles P., Sheek Louch, OJ Da Juiceman & DMX)
- I Love My Bitch (featuring Kelis et will.i.am)
- New York Shit (featuring Swizz Beatz)
- In the Ghetto (featuring Rick James)

## Classement
| Classement / pays (2006)         | Meilleure position |
| -------------------------------- | ------------------ |
| Billboard 200                    | 1                  |
| Billboard Top R&B/Hip-Hop Albums | 1                  |
| Billboard Top Internet Albums    | 1                  |
| Canadian Albums Chart            | 6                  |
| UK Albums Chart                  | 19                 |

## Certifications
| Pays              | Certification | Unités certifiées |
| ----------------- | ------------- | ----------------- |
| États-Unis (RIAA) | Or            | 500 000           |
| Royaume-Uni (BPI) | Argent        | 60 000            |